# Microtus californicus
Microtus californicus — вид полівок, які живуть на більшій території Каліфорнії та частково в південно-західному Орегоні. Довжина в середньому становить 172 мм, хоча ця довжина сильно відрізняється між підвидами.

## Поширення й середовище існування
Microtus californicus зустрічається вздовж тихоокеанського узбережжя Північної Америки, від центрального Орегону на південь до північної Нижньої Каліфорнії. Зустрічається в лісах, чагарниках і луках і вологих луках на невеликих висотах. Він також присутній у прибережних заболочених місцях і відкритих дубових саванах з хорошим ґрунтовим покривом. Здається, вид використовує незвичайні середовища існування в Каліфорнії порівняно з іншими видами полівок на всьому північноамериканському континенті. Вид напівпідземний. Мікросередовище їхнього проживання складається з нір, трав'яних доріжок і земляних тунелів, де часто можна знайти купи скошеної трави та свіжої рослинності.

## Морфологічна характеристика
Розмір M. californicus дуже різниться залежно від того, де вони знаходяться. Підвиди, що мешкають на півдні видового ареалу, можуть бути значно більшими, ніж ті, що зустрічаються на півночі. У північній Каліфорнії загальна довжина коливається від 139 до 207 мм, з яких 39–68 мм припадає на хвіст. Самці важать від 33 до 81 г, в середньому 52 г, а самки можуть важити від 30 до 68 г, в середньому 47 г. Каліфорнійські полівки є статево диморфними, причому самці на шість відсотків довші та на одинадцять відсотків важчі за самок.
Шерсть цих тварин вохристо-коричнева, сірувато-коричнева або темно-коричнева (чорнувата біля узбережжя, червонувата в пустелі) забарвлена зверху, з червонуватим відтінком посередині спини. Нижня сторона від синьо-сірого до білого. Хвіст двоколірний. Лапи бліді, а очі темно-карі або чорні.

## Спосіб життя

### Поведінка
M. californicus найбільш активний на світанку та в сутінках з короткими спалахами активності кожні кілька годин між ними. Їх сутінковий малюнок найбільш очевидний протягом довгих, спекотних, сухих днів літа. Ці тварини активні протягом усього року. У них немає сплячки і, як відомо, вони не запасаються їжею. Каліфорнійські полівки — соціальний вид. Їхні стежки сполучаються між собою, але особини територіальні, особливо в період розмноження.

### Харчові звички
M. californicus є травоїдним і харчується здебільшого травами та корінням, але також покладається на осоку, фрукти та різнотрав'я в деяких областях. Взимку полівка харчується переважно корінням і підземними частинами рослин. Зерно також буде з’їдено, якщо воно буде доступне.

### Хижаки
Полівки якомога менше часу проводять на поверхні. На жаль для полівок, сеча, яку вони використовують для спілкування одна з одною, є тим способом, яким денні хижаки відстежують їх і визначають їхню щільність. Є велика кількість хижаків, включаючи різних змій, хижих птахів і представників ряду хижих (Falco sparverius, Circus, Elanus leucurus, Buteo jamaicensis, Tyto alba, Bubo virginianus, Mustela frenata, Mustela erminea, Canis latrans, Urocyon cinereoargenteus, Felis catus, Ardeidae, Ardeidae).

### Розмноження
Каліфорнійські полівки здатні розмножуватися майже цілий рік, хоча більшість розмноження відбувається в середині вологого сезону, з березня по квітень. Самці можуть розмножуватися з кількома самками, хоча цей вид не є настільки полігінним, як деякі інші полівки. Вагітність триває три тижні і призводить до народження до 10 дитинчат, причому найчастіше чотири або п'ять. Самиця знову готова до розмноження через 15 годин після пологів і може народити кілька послідів протягом свого життя. Молодняк народжується безволосим і сліпим, вагою в середньому 2,8 г. Очі відкриваються на 9 день, хоча вони здатні відчувати світло до цього. Молодняк відлучають від грудей приблизно у двотижневому віці, і вони мають повний набір дорослих зубів до трьох тижнів. Самиці досягають статевої зрілості лише через три тижні, тоді як самці стають статевозрілими через шість тижнів.

### Тривалість життя
Тривалість життя відповідно коротка, особини живуть менше року навіть за відсутності хижаків.